# Junes Ipaktschi

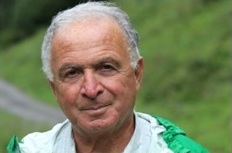
Junes Ipaktschi (2015)

Junes Ipaktschi (persisch یونس ایپکچی) (* 25. Oktober 1940 in Täbriz, Iran) ist ein iranisch-deutscher Chemiker und Professor des Fachgebietes Organische Chemie der Justus-Liebig-Universität Gießen.

## Leben
Junes Ipaktschi wuchs in Teheran/Iran auf. Nach dem Abitur im Juni 1958 am Razi Gymnasium in Teheran, studierte er Chemie von 1958 bis 1966  an der Ruprecht-Karls-Universität Heidelberg.   Seine Doktorarbeit fertigte er im Fachgebiet Organische Chemie an unter der Leitung von Heinz A. Staab. Anschließend forschte er als Assistent in derselben Arbeitsgruppe und habilitierte sich 1972 für das Fach Organische Chemie mit einer Arbeit über die Photochemie von ungesättigten Ketonen.  
Von 1972 bis 1974 forschte er als Postdoc und Gastprofessor in der Arbeitsgruppe von William Garfield Dauben an der University of California, Berkeley. 
1973 nahm er den Ruf am Fachbereich Chemie der Philipps-Universität Marburg an und wurde zum Professor ernannt.
1975 wurde er an das chemische Institut der Arya-Mehr Universität (heute Scharif-Universität für Technologie) in Teheran berufen und wechselte als Professor in sein Heimatland Iran. 1978 wechselte er an die neu gegründete Reza Shah Kabir Universität (heute Mazandaran Universität) und arbeitete dort als Professor für das Fach Chemie. Er war eine Zeitlang als Leiter der Universität und gleichzeitig Leiter des Chemischen Instituts tätig. 
Von 1980 bis zum Eintritt in den Ruhestand, im Jahre 2005, war er Chemie-Professor an der Justus-Liebig-Universität Gießen. 1992–1995 war er Dekan des Fachbereichs Chemie dieser Universität und 2001–2002 Geschäftsführer des dortigen Organischen Chemischen Instituts. 
Neben mehreren Aufenthalten als Gastprofessor an verschiedenen Universitäten im Iran wurde er 2001 als Gastprofessor an der National Institute of Advanced Industrial Science and Technology, Tsukuba/Japan eingeladen und verbrachte drei Monate dort. 1999 wurde Ipaktschi mit dem Kharazmi-Preis ausgezeichnet.

## Forschung
Ipaktschi ist bekannt für die Nutzung von etherischen Lösungen von Lithiumperchlorat als Medium für organisch-chemische Reaktionen und Organometallchemie.